# Ylenja Lucaselli
Ylenja Lucaselli, née le 22 avril 1976 à Tarente (Italie), est une femme politique italienne.

## Biographie
Ylenja Lucaselli naît le 22 avril 1976 à Tarente et étudie à l'Université de Modène et de Reggio d'Émilie.
Elle est élue députée lors des élections générales de 2018.